# Mohamed Konaté (futbolista nacido en 1992)
Mohamed Konaté (Bamako, Malí, 20 de octubre de 1992) es un futbolista maliense. Juega de defensa y su equipo actual es el CS Chebba, de la Ligue Profesionelle 1 de Túnez.

## Selección nacional
Ha sido internacional con la selección de fútbol de Malí en siete ocasiones.

### Participaciones con la selección
| Torneo                         | Sede              | Resultado      |
| ------------------------------ | ----------------- | -------------- |
| Copa Africana de Naciones 2015 | Guinea Ecuatorial | Fase de grupos |
| Copa Africana de Naciones 2017 | Gabón             | Fase de grupos |

## Clubes
| Club                | País      | Año       |
| ------------------- | --------- | --------- |
| Djoliba             | Mali      | 2008-2012 |
| Renaissance Berkane | Marruecos | 2013-2014 |
| Al-Ahli (cesión)    | Libia     | 2015      |
| Renaissance Berkane | Marruecos | 2015-2017 |
| Étoile du Sahel     | Túnez     | 2017-2021 |
| CS Chebba           | Túnez     | 2021-     |

## Palmarés

### Campeonatos nacionales
| Título                   | Club    | País | Año  |
| ------------------------ | ------- | ---- | ---- |
| Primera División de Malí | Djoliba | Mali | 2008 |
| Copa de Malí             | Djoliba | Mali | 2008 |
| Supercopa de Malí        | Djoliba | Mali | 2008 |
| Primera División de Malí | Djoliba | Mali | 2009 |
| Copa de Malí             | Djoliba | Mali | 2009 |
| Primera División de Malí | Djoliba | Mali | 2012 |